# 共通バスカード (島根県)
共通バスカード（きょうつうバスカード）は、隠岐諸島を除く島根県の複数のバス事業者で共通使用できたプリペイドカードである。1999年3月から発売開始されていたが、路線の廃止や交通系ICカードへの移行に伴い、すべての事業者で販売と利用が終了した。
このカードは山口県北部・広島県の一部の地域でも利用できたが、後述のとおり利用できたのは島根県内に本拠を置くバス事業者である。また、このカードには事業者間で統一された名称がつけられておらず、事業者によって「バスカード」「しまねバスカード」などの表記が見られるため、当記事においては便宜的に「共通バスカード (島根県)」と表記する。
乗車時と降車時に、乗降車口付近にあるカードリーダーに通して利用する。別路線のバス（他社線も含む）に1時間以内に乗り継いだ場合は、乗り継いだ方のバスの運賃が20円引きとなる（松江市バスの南北循環線は、指定停留所での循環線同士の乗り継ぎに限り100円引き）。

## 備考
- 導入当初はJRバス中国（島根広島両県のバスカード対応路線と全席自由席の高速路線で利用可能）でも使用可能だったが、2003年3月31日をもって島根県内の一般路線から撤退、広島県内の一般路線や高速路線もPASPY導入により取り扱い終了となったため対象外となった。なお、払い戻しはすでに終了している。
- 導入当初は日ノ丸バス（米子支店管轄の松江線のみで、廃止された旧横田町内の路線や隠岐汽船接続バス七類港線、ゑびすライナーは当初から対象外）でも使用可能だったが、2020年9月30日をもって全区間廃止となったため対象外となった。なお、払い戻しはすでに終了している。
- 導入当初は松江市交通局（ぐるっと松江レイクラインを除く）でも使用可能だったが、2022年9月30日をもって販売終了、2024年3月31日をもって利用終了となったため対象外となった。なお、払い戻しは2027年3月31日までとなっている。
- 導入当初は一畑バス（高速バスを除く）でも使用可能だったが、2022年9月30日をもって販売終了、2024年3月31日をもって利用終了となったため対象外となった。なお、払い戻しは2027年3月31日までとなっている。
- 導入当初は石見交通・イワミツアー（座席指定制夜行バスを除く）でも使用可能だったが、2023年7月31日をもって販売終了、2025年3月31日をもって利用終了となったため対象外となった。なお、払い戻しは2026年3月31日までとなっている。